# جيني (دمية)
جيني أو جِني (باليابانية: ジェニー, بالروماجي: Jenī) هي دمية ازياء بطول ½10 انش (3.18 سم) من إنتاج شركة الالعاب اليابانية المعروفة حاليا باسم تاكارا تومي التي تنتج الدمية هذه منذ 1982. الدمية في الأول كانت تحمل اسم تاكارا باربي ليتغير اسمها في 1986 ليصبح جِني وذلك بعد ان انهت تاكارا اتفاقية الترخيص بينها وبين ماتيل. تاكارا باربي لها اختلافاتها عن باربي الغربية، حيث انه تم التعديل على تاكارا باربي لكي تتناسب والذوق الياباني وذلك تم عن طريق تقصير طولها وتكبير اعينها لتشابه ستايل اعين شخصيات المانغا. كما وان تصميم جسم الدمى يعتبر أكثر طبيعية من تصميم جسم باربي الغربية الذي يعتبر اقل عقلانية. نفس نظيرتها الغربية، فان لجِني مجموعة ضخمة ومنوعة من الملابس، منها ملابس الستريت ستايل وبدلات المدرسية وكيمونوهات وغيرها وغير ذلك من الازياء الفريدة لليابان، على سبيل المثال إصدار «مضيفة القطارات الفائقة السرعة» أو «بُلِت-ترَين ستِوَردِس جِني، Bullet-Train Stewardess Jenny»، التي جاءت فيه جِني مرتدية البزة اليابانية لمضيفات القطارات. اليوم دمى جِني تعتبر من الدمى المحببة «عاطفياً» في اليابان، لكنها اقل شهرة بكثير من دمى ليكا-چان، التي ترأس سوق الدمى الياباني.

## الاسم
قبل 1986, الدمى كانت معروفة بـ تاكارا باربي. في 1986 انهت تاكارا اتفاقية الترخيص مع ماتيل. ومع بقاء حقوق تصاميم تاكارا باربي مع تاكارا، قامت الشركة بتغيير اسم الدمية. السبب الذي قدم لتفسير تغيير الاسم كان ان جِني هو اسم لشخصية قامت باربي بلعب دورها في مسرحية. وبعد ان النجاح الكبير للمسرحية أصبح اسم جِني يرتبط بباربي، لذلك قررت باربي تغيير اسمها إلى جِني. كما تم تغيير اسم خليل جِني ليصبح من «تاكارا كين» إلى «جيف».